# Félix de Bourges
Félix de Bourges foi um bispo da cidade de Bourges, reconhecido pela igreja católica como um santo.

## Vida e obras
Pouco se sabe sobre a vida de Félix. Sabe-se que ele foi consagrado bispo por São Germano e que ele teria participado do Concílio de Paris em 573. Há também um poema de Venâncio Fortunato dirigido a Félix sobre uma píxide de ouro que ele teria mandado fazer.
Félix estava originalmente sepultado na igreja de Austregésilo de Castro, fora das muralhas da cidade e sua devoção se desenvolveu rapidamente. Gregório de Tours relata que doze anos após a sua morte, a lápide que cobria seu túmulo foi substituída por uma outra feita de material mais precioso.
Diversos milagres teriam sido agraciados aos que beberam água contendo um pouco da poeira da pedra da lápide original.